# La piccola emigrante
La piccola emigrante (Delicious) è un film del 1931 diretto da David Butler. Commedia musicale, aveva come interpreti principali una delle più famose coppie dello schermo, formata dagli attori Janet Gaynor e Charles Farrell.

## Produzione
Prodotto dalla Fox Film Corporation, il film venne girato dal 29 agosto al 10 novembre 1931.

## Distribuzione
Il copyright del film, richiesto dalla Fox Film Corp., fu registrato il 3 dicembre 1931 con il numero LP2697.